# Lista de episódios de Naruto Shippuden (11.ª temporada)
Esta é uma lista de episódios da décima primeira temporada de Naruto Shippuden. Foi exibida entre 05 de abril de 2012 e 27 de setembro de 2012, compreendendo do episódio 257 ao 281. 
| # | Título                                                   | Estreia    |
| --- | -------------------------------------------------------- | ---------- |
| 257 | "Encontro" "出会い"                                      | 05/04/2012 |
| (Omake) A versão infantil de Naruto pinta as casas dos moradores da vila e foge. Mas os moradores não tem ninguém para reclamar. Mais tarde, o Terceiro Hokage vem a casa de Naruto para lhe dar a sua mesada, e Naruto lhe pergunta por que não tem pais, mas o Hokage se recusa a responder, dizendo que não pode trazer os mortos de volta. Poucos anos depois, na academia ninja, Naruto conhece Uchiha Sasuke e é derrotado muitas vezes por ele. Poucos dias depois, ele descobre que Sasuke é o ultimo sobrevivente do clã Uchiha. Depois da graduação. Naruto e Sasuke são postos no mesmo time de Haruno Sakura e então passam o teste de sino do Hatake Kakashi. Quando eles vão para a missão no Pais das Ondas, onde eles são atacados e Naruto é ferido, para espanto de todos, Naruto perfura sua própria mão para remover o veneno e jura que nunca mais ele precisará ser salvo. |                                                          |            |
| 258 | "Rivais" "ライバル"                                      | 12/04/2012 |
| (Omake) De volta do País das Ondas, Sasuke questiona a Naruto dizendo se não quisesse dever nada a ninguém deveria ficar mais forte. Durante as provas chunin, o Time 7 é emboscada por Orochimaru, na aparência Shiore. Sasuke ofereçe o pergaminho, mas Naruto não deixa, dizendo que Sasuke é covarde. Orochimaru invoca uma cobra e ataca Naruto, que usa o chakra da Kyuubi para se defender e também defender Sasuke. Sasuke, irritado com Naruto, luta também com Orochimaru, como também recebe um presente de despedida. Kabuto aparece para ajudar o Time 7 juntos estão na floresta da morte e são emboscados por clones de um ninja da Vila da Chuva, mas Naruto usa seu Kage Bunshin no Jutsu e os derrota, surpreendendo Sasuke. Durante a terceira fase da prova, Sasuke diz que quer enfrentar Naruto e pede para Kakashi lhe ensinar o Chidori. |                                                          |            |
| 259 | "Rachadura" "亀裂"                                       | 19/04/2012 |
| (Omake) Sasuke sente inveja de Naruto ter derrotado Gaara sozinho e percebe que Itachi e Kisame chegam em Konoha para tentar capturar Naruto e Sasuke vai atrás. Sasuke é vergonhosamente espancado por Itachi e ele fala que para superá-lo é necessário muito ódio. Naruto e Sasuke são salvos por Jiraiya, mas Sasuke foi seriamente ferido e Jiraiya e Naruto vão em busca da Godaime, Tsunade. Depois de Sasuke ser curado por Tsunade, Sasuke encara Naruto com um olhar de ódio e pede para lutar com ele. Ambos lutam com tudo e usam também suas melhores técnicas, mas Kakashi impede que Rasengan e Chidori se colidam. Visto a diferença que existe entre os dois, Sasuke via que Naruto era superior a ele e isso o dava mais ódio. Sasuke recebe um convite da Aldeia do Som e pede para ficar mais forte se deixar Konoha para poder concretizar sua vingança. O título Rachadura corresponde ao título do mangá de Naruto 595. |                                                          |            |
| 260 | "Separação" "離別"                                       | 26/04/2012 |
| (Omake) Shikamaru dá a notícia a Naruto dizendo que Sasuke deixou Konoha. Na saída da vila, Shikamaru faz a formação para confrontar os ninjas do som. Assim que Choji, Kiba, Akamaru, Neji, Shikamaru e Rock Lee ficam para trás enfrentando os ninjas do som, Naruto vai e persegue Sasuke. Naruto tenta persuadi-lo para voltar para Konoha, mas Sasuke fala que se juntará a Orochimaru e tentará buscar poder para conseguir sua vingança. Então, acontece a batalha entre Naruto e Sasuke no Vale do Fim. Durante a luta, Sasuke pôe sua bandana de Konoha e diz que cortaria sua relação com sua aldeia. Naruto usa o chacra da Kyuubi e o Sasuke o poder da maldição que Sasuke deixa Naruto inconsciente e Naruto arranha a bandana de Sasuke. Sasuke chega ao esconderijo de Orochimaru para começar seu treinamento para concretizar sua vingança enquanto Naruto e os outros são recolhidos por Kakashi e os ninjas médicos de uma missão que sai um fracasso. |                                                          |            |
| 261 | "Para Meu Amigo" "友のために"                            | 03/05/2012 |
| Naruto consegue terminar seu treinamento de empilhar pedras, mas Bee leva Naruto a uma outra sala para começar outro treinamento. Kabuto começa a formar seu pelotão para começar a guerra contra as Forças Aliadas Shinobi. O mascarado conduz seus 1000 Zetsus num túnel subterrâneo para preparar uma emboscada. Anko continua com sua investigação, mas acaba sendo capturada por Kabuto. Depois de Guy ser levado por Sakura ao posto médico, os ninjas começam a se desentender porque guardavam rancores do passado, mas Gaara intervém. Gaara comenta que foi um Jinchuuriki no passado e chegou a fazer coisas terríveis, mas descobriu seu verdadeiro propósito depois de conhecer Naruto. Uma vez teve seu Shukaku tirado, mas acaba sendo salvo por Naruto e reconhece que a Akatsuki é perigosa e fala que se Naruto e Bee fosse capturados seria o fim do mundo. Gaara estava disposto a receber os tais rancores, mas não morreria até salvar o mundo. Os outros chegam a um acordo dizendo que deveriam tentar salvar o mundo do que tentar resolver uma antiga rixa pessoal. |                                                          |            |
| 262 | "A Guerra Começa!" "開戦!"                               | 10/05/2012 |
| Kabuto começa a testar seus cadáveres e suas técnicas para depois colocá-los em ação. O grupo de inteligência Kankuro, Sai e Omoi faz um reconhecimento e Omoi pergunta a Kankuro se não está nervoso, mas Kankuro fala para não temer e pensar em vencer se realmente quiser proteger suas famílias. O grupo de reconhecimento de Anko é emboscado por Deidara, mas Aburame Muta foi o último que restou e manda o relatório para sua aldeia. Kankuro faz um planejamento como deveria contra-atacar a Akatsuki. Kiri nota alguém e percebe que é um aliado de Konoha, é Muta. Mas contra-ataca seu companheiro manipulado por Sasori e Deidara faz suas bombas de argila explodir de dentro do recipiente de Muta, mas Ethan da Pedra cria um buraco e os salva do perigo. Tokuma e Hyuuga Ranka os ataca, mas estavam sendo manipulados por Sasori, mas Omoi corta os cordões de Sasori. Kankuro agarra Sasori com seus cordões e Ethan desfaz o buraco que pega Deidara. Aparece outro cadáver da divisão ANBU, Shin, o irmão de Sai e pede para se salvar. Kankuro relembra com Sasori desde a última vez em que Sasori apareceu com Deidara para capturar seu irmão Gaara, mas pretende contra-atacar com outra marionete especial, que também se chama Sasori. |                                                          |            |
| 263 | "Sai e Shin" "彩と新"                                    | 17/05/2012 |
| Os cadáveres começam a enfrentar o grupo. Sasori e Deidara são presos na marionete de Kankuro. Sai começa a ficar confuso e relembra de uma parte da infância dos dois de quando Shin ainda tinha uma doença e de quando eles tinham que duelar um contra o outro, mas Shin ainda tendo consciência, pede para fugir. Sai ainda se lembrava de quando Shin pede para Sai desistir de seus sentimentos, mas Sai mostra a Shin seu verdadeiro sonho que tinha mostrado ao Naruto quando estavam em missão de resgatar o Sasuke, que o próprio Shin se emociona e se desfaz. Kankuro conta a Sasori da missão de captura de Gaara quando estava enfrentando Sakura e a Sra. Chiyou, mas fala de suas habilidades de marionete e que não se deixaria ser manipulado por Kabuto, que o próprio fica emocionado e se desfaz. Contudo, Deidara acaba sendo o único preso na marionete. |                                                          |            |
| 264 | "O Segredo do Edo Tensei" "穢土転生の秘密"               | 24/05/2012 |
| De volta ao lugar onde Naruto confrontou a Kyuubi, Bee tenta explicar a Naruto como funciona o modo Bijuu, mas Naruto não consegue entendê-lo por causa das rimas. Bee troca com Hachibi e Hachibi conta a Naruto um pouco sobre o Bijuu Dama e ao fazer o Kage Bushin, teria sua alma consumida pela Kyuubi. Hachibi troca com Bee e Naruto coloca em prática usando o Rasengan usando os braços extra no modo Bijuu, mas seu corpo acaba sendo arremessado. Bee pergunta a Naruto quem ensinou o Rasengan e Naruto responde que foi Jiraiya, mas quem densenvolveu foi o Yondaime Hokage, Namikaze Minato. Bee também puxa em sua memória um pouco sobre Minato e também que relação possui o Rasengan com o Bijuu Dama. Mesmo com o cansaso, Naruto não desiste e continua seu treinamento. O mascarado exige que Kabuto demonstre a ele como funciona o Edo Tensei, como forma de demonstração de confiança. Kabuto diz que precisa de duas pessoas mortas (uma para ser ressuscitada e outra para ter seu cadáver como recipiente). O mascarado então, entrega a ele Yamanaka Fuu e Aburame Torune, que haviam sido capturados na luta dele contra Shimura Danzou, para levar adiante sua demonstração. O mascarado mata Torune e Kabuto usa o corpo de Fuu, que é envolvido pelas cinzas do ritual, para tomar a forma de Torune, trazido do mundo dos mortos. Torune já ressuscitado, pergunta onde está, pois estava morto. Kabuto então, planta sua kunai com o selo para apagar a memória de Torune, demonstrando assim ao mascarado, este recurso da técnica. O mascarado pergunta a Kabuto como para sua técnica, se Kabuto morresse, o Edo Tensei não pararia e somente ele o pararia ou se realmente for preso no jutsu para parar o Edo Tensei. O mascarado planeja com Zetsu negro um ataque subterrâneo, mas este é repelido por Kitsushi e Kurotsushi. |                                                          |            |
| 265 | "Reenconto Com Um Velho Inimigo" "宿敵との再会"          | 31/05/2012 |
| Kabuto usa Anko para aperfeiçoar seu jutsu. Alguns outros cadáveres, dentre eles estavam Zabuza e Haku e vão até onde estão Kakashi e Yamanaka Santa. Entretanto, Sakura e Rock Lee aparecem e Zabuza a cumprimenta por se tornar uma boa Shinobi e Haku também pergunta do Naruto, mas Kabuto coloca em prática seu Edo Tensei, que acaba possuindo suas marionetes. Rock Lee se exibe, mas Sakura diz para se concentrar na batalha. Quando Zabuza e Haku iam perder a consciência, Haku ainda se sentia magoado por não ter sido util durante a batalha e por não ser uma ótima ferramenta ao Zabuza, mas Kakashi fala que as palavras de Naruto tocou Zabuza quando ainda era um mercenário de Gatou e o mata e morre ao lado de Haku. Ao serem possuidos, seu olhos acabam sendo dilatados. Durante a batalha, Gari e Pakura, ex-membros de Sunagakure faz uma invocação dos seis espadachins lendários da Névoa. |                                                          |            |
| 266 | "Primeiro Adversário, Último Adversário" "宿敵との再会"  | 07/06/2012 |
| Depois de Suigetsu soltar Juugo da cadeia, Suigetsu pretende reunir espadas e restaurar o clã da Névoa com ele no comando e fala das tais espadas, uma que estava com ele a Kubikiribouchou, que pertencia a Zabuza, Hiramekarei, que agora pertence a Choujiro e Samehada, agora com Bee. Suigetsu começa também falar de outros espadachins que fizeram história, sendo eles Hozuki Mangetsu, irmão de Suigetsu e Suikazan Fuguki, assassinado por Kisame. Depois de Kabuto possuir suas marionetes, Kakashi percebe que não poderia dialogar com Zabuza. Kakashi coordena um ataque com Nara Ensui e Yamanaka Santa e tenta usar o Raikiri em Zabuza, mas Kabuto manipula Haku que fica na frente de Zabuza. Kakashi lembra de um diálogo que teve com Naruto quando Naruto ainda queria tentar realizar missões de Rank-A e fala que foi muito divertido conhecer Zabuza e Haku. Kakashi lembrando daquilo sorri e consegue derrotar Zabuza, mas sente-se realizado por ser o primeiro e último adversário de Zabuza no final de contas. Os colegas de Naruto, Kiba, Shino, Neji e sua prima Hinata começam tendo trabalho enfrentando o exército de Zetsus. Gaara vê seu pai, o Terceiro Raikage, o Segundo Tsuchikage e Muu. |                                                          |            |
| 267 | "O Gênio Estrategista de Konoha" "木ノ葉の天才軍師"      | 21/06/2012 |
| Os Edos Kages se reunem ao serem evocados por Muu e relembram de algumas antigas batalhas que já travavam. Os outros Kages começam a traçar outros passos e Raikage fala que quem está entre eles são Kinkaku e Ginkaku e em seu poder está o pote Cabaça Carmesin que possui o chacra da Kyuubi e é aprisiomado quando diz a palavra proíbida, mas descobrem que os 4 Edos Kages voltam a vida através do Edo Tensei e descobrem quem são na verdade. Shikaku fala que a presença de Raikage é essencial no quartel e sugere uma mobilização de tropas para confrontar as pessoas mortas e os outros Zetsus. Onoki começa a partir para o campo de batalha porque teria de enfrentar Muu pelo fato de ser seu professor. Com a reunião dos Edos Kages, o Quarto Kazekage percebe que seu filho Gaara os observava. |                                                          |            |
| 268 | "A Força Conjunta de Batalha" "それぞれの激戦!!"         | 28/06/2012 |
| Zetsu negro passa pelo pelotão de Ninjas Sensoriais, mas acaba sendo tapeado por uma armadilha. Bem próximo, a Mizukage conduz o senhor feudal da névoa para seu escondeirijo. Darui, Ten Ten e Chouza enfrentam outros bandos de Zetsus brancos. Kankuro com Deidara preso em sua marionete, é surpreendido por Sra. Chiyou, Hanzou, Kimimaro e outro ninja da pedra e tenta fugir. Shikamaru recebe informações de um ninja Kekkei Touta e Temari pede a Shikamaru para contar a Matsuri e sua colega um pouco sobre isso e Shikamaru explica que os ninjas Kekkei Touta usa mais de uma natureza, sendo que os do Kekkei Genkai usa apenas duas. Chouza confronta Asuma e Dan e Hyuuga Hizashi confronta seu irmão Hyuuga Hiashi. Gaara pergunta a Onoki porque veio ao campo de batalha, mas Onoki responde que foi sua pergunta no conselho do 5 Kages antes de Sasuke atacar o conselho que o motivou a participar da batalha. Darui fica cara a cara como Ginkaku e Kinkaku e assim a batalha começa. |                                                          |            |
| 269 | "A Palavra que é o Tabu" "NGワード"                      | 5/07/2012  |
| Durante o diálogo com Tsunade, Raikage fala dos dois irmãos prata e ouro Kinkaku e Ginkaku e seu poder estão o Kokinjo, arma usada para fazer a pessoa dizer a palavra que comumente diz, Shichiseiken, uma espada usada para gravar as palavras proibidas, Benihisago (Cabaça Carmesin), para absorver aquele que disse a palavra e Banchousen (vide Dragon Ball), que pode conjurar os elementos água, fogo, vento e trovão. Fala que também foram devorados pela Kyuubi e levou um tempo para serem regurgitados pela Kyuubi. Atsui ataca e Kinkaku ataca Atsui e Samui. Ginkaku grava as palavras e quando Atsui fala quente, acaba sendo aprisionado. Samui também acaba sendo aprisionada no pote Cabaça Carmesin mesmo não tendo dito uma só palavra. Darui também é amaldiçoado e tenta não ser pego e também não mencionar em uma certa palavra, "Idiota". Darui lembra de um diálogo que teve com o Raikage depois da luta contra Sasuke e quando ele sacrifica seu braço esquerdo e Raikage afirma que possui 2 braços direitos, a chave para derrotar Kinkaku e Ginkaku. Darui acaba sendo absorvido embora não tenha dito a palavra proíbida e pede perdão a Atsui e Samui, mas os engana e rouba o Cabaça Carmesin e o Shichiseiken. Ginkaku também é amaldiçoado e também é absorvido, mas o Cabaça Carmesin e o Shichiseiken consome chacra. Kinkaku acaba se transformando na forma da Kyuubi de 6 caudas com o manto da raposa demônio. |                                                          |            |
| 270 | "Laços de Ouro" "金色の絆"                               | 19/07/2012 |
| Durante o treinamento para controlar seu Bijuu, Naruto se distrai ao Kinkaku manifestar o chacra com o manto da Kyuubi, que chega até a 4ª cauda. Darui começa a enfrentar Kinkaku na forma da raposa de 4 caudas. O poder de Kinkaku é devastador. Ele mata tanto os seus aliados quanto os seus inimigos, é um poder quase impossível de controlar. No instante que Kinkaku ia atacar Darui de surpresa, aparece Kitsuchi líder do 2° pelotão, vindo para ajudar na batalha. Raikage pede a Mabui para enviar ao Darui o Kohaku no Kohei (Pote Purificador de Âmbar). Os batalhões terra, fogo e água e Darui cria Bushins para conseguir tempo para aprisionar Kinkaku, mas nada consegue fazer. O trio Ino-Shika-Cho e metade do 4° pelotão vai para o campo de batalha ajudar Darui. Enquanto o trio Ino-Shika-Cho chega ao campo de batalha, Chouji manda um ataque em Kinkaku, logo depois Shikamaru pega Kinkaku com seu Kagemane (jutsu de sombras), mas não consegue segurá-lo por muito tempo, nesse instante Ino o prende em seu Shitenshin (posseção de mentes) e Darui o prende no Pote Purificador de Âmbar, selando-o. O trio se prepara para voltar quando se encontra com Kakuzu. Ele mostra que tem dois aliados Dan e Asuma Sarutobi seu antigo líder. O trio fica chocado com quem eles vão ter que enfrentar. |                                                          |            |
| 271 | "O Caminho de Sakura" "「さくらへの道」"                 | 26/07/2012 |
| (Omake) Ino vê Sakura caindo e a leva de volta para Konoha. Tsunade fala que Sakura sofre de amnésia e que essa perda é temporária. Ino leva Sakura até seus pais, mas não se encontravam. Leva também até a casa do Naruto, mas também não se encontrava. Seus amigos tentam ajudar, mas acabam em situações desconfortável. Ino e Sakura vê os pais de Sakura, mas seu pai conta uma piada que faz Sakura chorar e ir embora. Sakura se lembra de um pingente que tinha recebido, mas o pai de Sakura mostra o pingente que tinha perdido e lembra de uma guerra que tinha recebido o pingente e Sakura os abraça chorando de alegria. Sakura fala pra Ino de uma missão que estava fazendo até o galho embaixo dela desaparecer e ela cair. De repente, uma luz envolve Sakura e antes de Sakura desaparecer, ela fala que ela não é a Sakura verdadeira que conhecia, que deixa Ino intrigada. |                                                          |            |
| 272 | "Mifune vs. Hanzo" "ミフネVS半蔵"                        | 02/08/2012 |
| Hanzo embosca o grupo de Kankuro, mas são salvos por Mifune e seu grupo samurai. Começa a batalha entre os samurais rivais Mifune e Hanzo. Hanzo relembra de quando enfrentou o Tendo Pain. Hanzo é derrotado por Mifune que retira sua máscara e Hanzo relembra de quando derrotou Mifune e o salva e quando teve seu corpo venenoso como a Salamandra Venenosa e de quando passa a usar máscara. Hanzo decide se suicidar do que ser controlado por Kabuto. Mifune aproveita isso e o sela de uma vez por todas. A equipe avançada composta por Kankuro e Sai e outros, mas o quinto esquadrão, liderado por Mifune tende agora enfrentar Kimimaro, Chiyo e um outro ninja da pedra. |                                                          |            |
| 273 | "Àquela gentileza" "「誓いの時」"                        | 09/08/2012 |
| Shikaku solicita que o trio Ino-Shika-Cho enfrente Asuma e o trio relembra de quando perdeu Asuma para Hidan e Kakuzu e a triste realidade que terá de enfrentar. Asuma começa confrontando Shikamaru e Ino, mas Chouji começa a ficar hesitante pelo fato de enfrentar seu mestre. Chouji ainda relembra do termo gentileza de quando o trio ainda era da academia ninja e Asuma desafia Chouji, mas Asuma se entrega por causa de sua nobreza a seus companheiros. De volta ao campo de batalha, Asuma chama Chouji de gorducho e o episódio termina com Chouji falando "Eu não sou gorducho! Apenas fofo." |                                                          |            |
| 274 | "Adeus Ino-Shika-Cho!!!" "「さらば猪鹿蝶!!」"            | 09/08/2012 |
| Chouji ainda continua a ficar hesitante na batalha. Chouza faz Chouji relembrar do juramento que fez ao seu pai do compromisso do 16º da família da geração Akimichi e faz aparecer asas de borboleta em suas costas sem usar as pílulas especiais. O trio Ino-Shika-Cho confronta Asuma com todas as suas forças e o derrota. Asuma parabeniza o trio por ser um bom trio antes de ser selado. |                                                          |            |
| 275 | "Uma Carta de Coração" "「心の中の手紙」"                | 16/08/2012 |
| Naruto se enche do treinamento e engana Bee, mas acaba sendo abordado por Iruka, Shibi, outro ninja do clã Nara e mais outros ninjas da força aliada Shinobi. Naruto pergunta Iruka o que realmente acontece, mas Iruka usa o mesmo artefício que Sakura usou no País do Ferro, mas Naruto vê visões de batalha através do Kagemane e do verdadeiro objetivo da guerra e pede para participar. Iruka pega a bandana de Naruto, o entrega e tenta segurá-lo, assim como Shibi, outro ninja do clã Nara e os outros ninjas da força aliada Shinobi, mas através do chacra da Kyuubi, foi impossível segurá-lo. Naruto vê uma mensagem escrita por Iruka e dá boa sorte na guerra Shinobi. Iruka pede a Bee para cuidar de Naruto. Naruto tenta passar por uma barricada, mas Bee ajuda Naruto e conseguem passar pela barricada. |                                                          |            |
| 276 | "Invasão Herética da Estátua Mazou" "「外道魔像の襲来」" | 23/08/2012 |
| Zetsu negro se prepara para emboscar os senhores feudais, mas a Mizukage, Choujiro e outro grupo de ninjas o aguarda. Zetsu branco dá a notícia que Bee e Naruto começam a entrar em ação, o mascarado começa a agir. Chouza e os outros ninjas selam Dan, Kakuzu e Hizashi. Ten Ten começa a ter chacra gasto por causa do Banchousen. Raikage entra em ação e pede a Tsunade que vá com ele. O mascarado usa a estátua Mazou e se apossa da Cabaça Carmesin e do Pote Purificador de Âmbar. Kabuto cessa seu ataque sendo que o mascarado começará extrair parte do chacra Kyuubi na Cabaça Carmesin e no Pote Purificador de Âmbar. |                                                          |            |
| 277 | "O Selo de União" "「和解の印」"                         | 30/08/2012 |
| Hachibi comenta com Bee que a Kyuubi esta sugando o chakra de Naruto e que a raposa e Naruto ainda são rivais, apesar de Naruto a ter derrotado em batalha e controlá-la. Kyuubi atormenta Naruto e o faz lembrar do dia em que ele e Uchiha Sasuke se conheceram. Lembra da luta que teve com Sasuke, descobrindo que assim como ele, Sasuke também tinha o mesmo olhar que ele. Com um olhar confiante Naruto afirma que terminará com a guerra e fará alguma coisa pelo Sasuke acreditando ter fé na Kyuubi. A mesma não acredita. Kyuubi tenta atormentar Naruto, que a prende. Kyuubi afirma que Naruto irá se arrepender pelo que fez. Com toques de punho, Bee pergunta a Naruto se ele e a Kyuubi brigaram. Naruto afirma que trará Sasuke de volta e fará com que a Kyuubi perca o todo o ódio que há em seu coração. |                                                          |            |
| 278 | "Alvo, Posto Médico" "狙われた医療忍者"                  | 6/09/2012  |
| Neji usa exageradamente o seu byakuugan e desmaia e Kiba pede para ir no posto médico. Nagato e Itachi conversam sobre o que eles sabem sobre a Akatsuki e sobre quem os manipula. Muitas pessoas são mortas no posto médico e depois de ser cuidado Neji decide investigar. Um ninja da força aliada chega até a cabana para agradecer Sakura por cuidar dele e a pede em namoro, mas ela responde que já gosta de alguém. O tal ninja se retira da cabana e ela chora. Em outro lugar da cabana, Neji pergunta da Sakura para falar do tal culpado e ele revela ser ele mesmo. Enquanto Sakura ainda chorava, Neji a acalma e pergunta da Shizune, mas Sakura faz uma piada do Ton Ton. Neji se prepara para atacar, mas Sakura esquiva e derrota Neji que revela ser um Zetsu, sendo que o verdadeiro Neji estava no posto de reconhecimento e ela lembra de um relatório de Yamato, da habilidade dos Zetsus assumirem forma da última batalha entre Raikage e Bee e Sakura leva a informação para o QG. O QG está confuso porque as forças aliadas estão matando entre si, mas acabam de receber uma informação que os tais Zetsus brancos que usam o Mokuton de Yamato para se infiltrar. Shikaku ao saber fica confuso e tenta bolar uma nova estratégia para não ser enganado por esses tais Zetsus disfarçados. |                                                          |            |
| 279 | "A Armadilha do Zetsu branco" "白ゼツの罠"               | 13/09/2012 |
| (Filler Canon) Depois de Sakura descobrir o Zetsu branco infiltrado, o time 8 Shino, Kiba e Hinata vão para uma missão, mas são surpreendidos por uma armadilha de Zetsus branco, mas o grupo de selo dão apoio. Entretanto, acontece uma explosão com tarjas explosivas, fazendo cada um ir para um lado. Shino reencontra com Hinata e Kiba e encontra um membro morto que faz Shino descobrir de um impostor infiltrado. Eles encontram outro membro morto e encontram um pedaço de roupa na mão desconfiando de Shino e Shino tenta no pedra-papel-tesoura para descobrir o impostor. Shino pede para que Kiba e Hinata o enfrente e Kiba derrota Shino. Hinata atinge Akamaru e ela se revela como um Zetsu branco e Shino se revela dizendo que Kiba estava enfrentando um clone de inseto e se ele saísse de cena, o impostor apareceria. Shino envolve o Zetsu branco em seus insetos e o derrota. A verdadeira Hinata estava inconsciente e Kiba menciona da Hinata gostar de Naruto, que a deixa encabulada, mas Shino fica intrigado do fato da Akatsuki ter tirado informações de Yamato. |                                                          |            |
| 280 | "O Artista Estético" "芸術家の美学"                      | 20/09/2012 |
| (Filler Canon) Kurotsuchi, integrante do 2°pelotão vai a té a 5° companhia de Mifune, para interrogar Deidara que está preso na marionete de Kankuro. Um Samurai das forças aliadas que na verdade era um Zetsu tenta ajudar Deidara a escapar de dentro da marionete de Kankuro, porém não consegue pois Kurotsuchi chega para interrogar Deidara. Porém Zetsu deixa cair uma espada dentro da marionete aonde esta Deidara. Okisuke, braço direito de Mifune descobre Zetsu infiltrado e de repente começa uma luta entre Zetsus e samurais, Kankuro e Kurotsuchi. Deidara aproveita da distração de todos e foge da marionete de Kankuro com a ajuda da espada que Zetsu deixou cair lá dentro. Mifune e seus samurais derrotam os Zetsus e partem atrás de Deidara. Deidara descobre que Sasuke está vivo de Kurotsuchi, que o irrita e começa a caçá-lo. Mifune tem a ideia em que Kurotsuchi se disfarça de Sasuke para tentar prende-lo. Sasuke aparece e Sasuke afirma que está atrás de Naruto e Deidara começa a perseguir-lo. Sasuke se revela como Kurotsuchi. Mifune anula os poderes de Deidara através de um equipamento capaz de lançar raio e Kankuro o prende novamente. |                                                          |            |
| 281 | "A força aliança das mães!" "母ちゃん連合軍!!"           | 27/09/2012 |
| (Filler) Konohamaru começa a ficar tediado por não ter nada pra fazer, mas começa a receber relatos dos garotos, de Moegi, de outros ninjas aparecendo, de Udon, ninjas que usam elemento fogo, de uma garota gigantes invadindo Konoha, de outro garoto um ninja que usa o Rasengan com os pés e uma velha um urso com caudas. Konohamaru procura Ebisu, mas ele não toma nenhuma iniciativa. Em seguida as mães de Sakura, Ino e Shikamaru, mas elas simplesmente dâo rizada. Konohamaru junta um grupo de garotos para proteger a vila e um deles enfrenta Konohamaru. Konohamaru, Udon e Moegi correm para ver o que era e na verdade era um circo que veio entreter o público, que deixa Konohamaru emburrado. Entretanto, os tais homens gigantes que a menina falou era na verdade um grupo de lutadores de sumô. As mães de Sakura, Ino e Shikamaru e outras mulheres aparecem para enfrentar os tais homens e quando iam fugir, Konohamaru os detém com o Rasengan. Assim, Konohamaru é declarado o herói dos garotos da aldeia. |                                                          |            |